# Philippe Kirsch
Philippe Kirsch (ur. 1 kwietnia 1947) – prawnik kanadyjski, w latach 2003–2009 sędzia i zarazem pierwszy w historii prezydent Międzynarodowego Trybunału Karnego.
Specjalizuje się w prawie międzynarodowym i humanitarnym. Jest członkiem Kanadyjskiej Rady Prawa Międzynarodowego, otrzymał tytuł radcy królowej (1988). Członek Międzynarodowej Grupy Doradców Komitetu Czerwonego Krzyża oraz przewodniczący Narodowego Komitetu Prawa Humanitarnego.
Położył wielkie zasługi przy powoływaniu Międzynarodowego Trybunału Karnego. 1998 był przewodniczącym Głównego Komitetu Dyplomatycznej Konferencji Pełnomocników ds. Ustanowienia Międzynarodowego Trybunału Karnego, 1999–2002 przewodniczący Komisji Przygotowawczej MTK. 2003 został wybrany sędzią Trybunału (na kadencję 6-letnią) oraz pierwszym prezydentem Trybunału. Autor publikacji oraz uczestnik i organizator konferencji naukowych poświęconych problematyce karnej międzynarodowej, w szczególności ofiar konfliktów zbrojnych, współtwórca Statutu MTK.